# Jean Haag
Jean Haag (11 maggio 1895 – 7 novembre 1976) è stato un calciatore svizzero, di ruolo difensore.

## Carriera
Ha giocato i Giochi olimpici del 1924 con la propria Nazionale, squadra che arrivò seconda dietro l'Uruguay.